# Orcômeno (Beócia)

Mapa das Cidades da Antiga Beócia

Orcômeno (português brasileiro) ou Orcómeno (português europeu) é uma cidade da Beócia, Grécia, localizada junto à foz do rio Cefiso. Capital dos mínios, povo vindo da Tessália. Era centro do culto das Graças, em cuja homenagem se realizavam festas musicais. 